# جوزيف بي غاستون
جوزيف بي غاستون (بالإنجليزية: Joseph Gaston) هو صحفي ومحامي أمريكي، ولد في 14 نوفمبر 1833 في ساينت كليرسفيل في الولايات المتحدة، وتوفي في 20 يوليو 1913 في باسادينا في الولايات المتحدة.